# コロムナ
コロムナ（コロームナ; ロシア語: Коломна, IPA: [kɐˈɫomnə]）は、ロシア連邦のモスクワ州にある古都。人口は13万4850人（2021年）。モスクワの南東105km、モスクワ川がオカ川に合流する地点に位置する。モスクワからリャザン方面に向かう鉄道で2・3時間かかる。高速道路M5が通る。都市の名称の起源については、「深い沼地」とする説がある。

## 歴史
1177年に、当時のリャザン公国の一都市として登場するのが始まり。1300年にモスクワ大公国の支配下に入り、急速に発展した。16世紀までの間、コロムナはモスクワへ侵入するタタール人に対する要塞として重要であり、何度もタタール人の略奪を受けている。モスクワ大公はタタール侵入に対する防衛線・逆茂木線（ロシア語: Засечная черта）を築き、その一部となったコロムナはタタールに対する攻撃の拠点ともなった。現在の石造のクレムリン（城塞）は1525年から1531年にかけて建設されたものである。 
後にコロムナは国境防衛の都市から交易路上の都市として重要になった。1775年にはエカチェリーナ2世がコロムナを訪れ、その後1778年から新古典主義的な都市計画に基づく改造が始まった。1862年にはモスクワとリャザンを結ぶ鉄道がコロムナまで開通し、以後産業都市としての発展がはじまる。1863年には機関車工場、機械工場、公立病院が開設され、1864年にはコロムナでオカ川を渡る鉄道橋が完成し鉄道はリャザンへ延長された。1905年のロシア第一革命時にはコロムナでも労働者によるストライキが起きた。

## 産業
今日ではコロムナはモスクワ州内の重要な産業・研究都市である。コロムナには教育大学や砲兵大学などの高等教育・研究機関がある。産業では機械工場・建材工場・食品工場が立地するが、特にディーゼル機関車工場の存在は大きい。
またオカ川・モスクワ川をはじめとするヴォルガ川水系の河港としても、鉄道の貨物輸送の拠点としても重要である。市内には路面電車も走る。

## 観光
コロムナには16世紀に築かれたクレムリの城壁が比較的よく残されており、観光名所になっている。クレムリ内部には17世紀以降に建てられたウスペンスカヤ大聖堂（生神女就寝大聖堂）などがあり、市街地にも17世紀以降の多くの聖堂、14世紀および17世紀に開設された二つの修道院など、古い建築が残る。また19世紀初頭に築かれた住宅・商家の街並みも残っている。

## 姉妹都市
- ムラダー・ボレスラフ、チェコ
- Maladzyechna、ベラルーシ
- Bauska、ラトビア
- ローリー、アメリカ合衆国

## ギャラリー

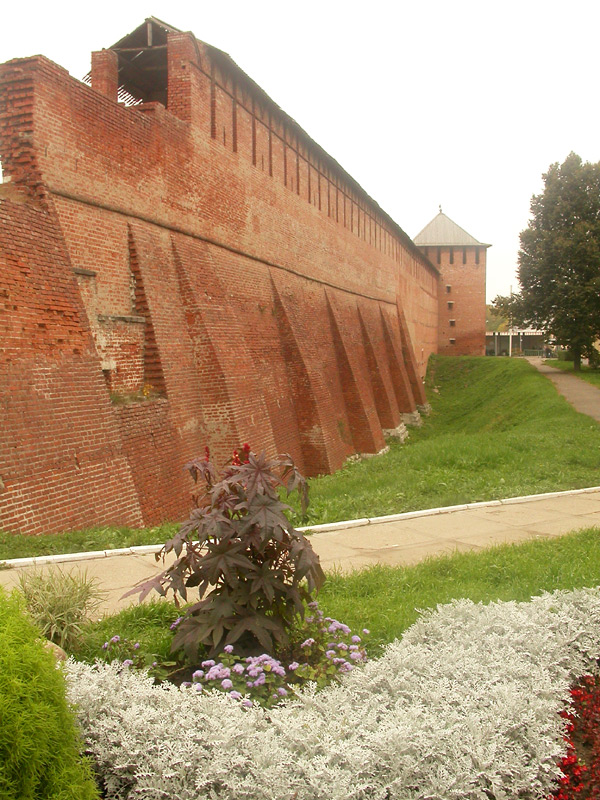
コロムナのクレムリン
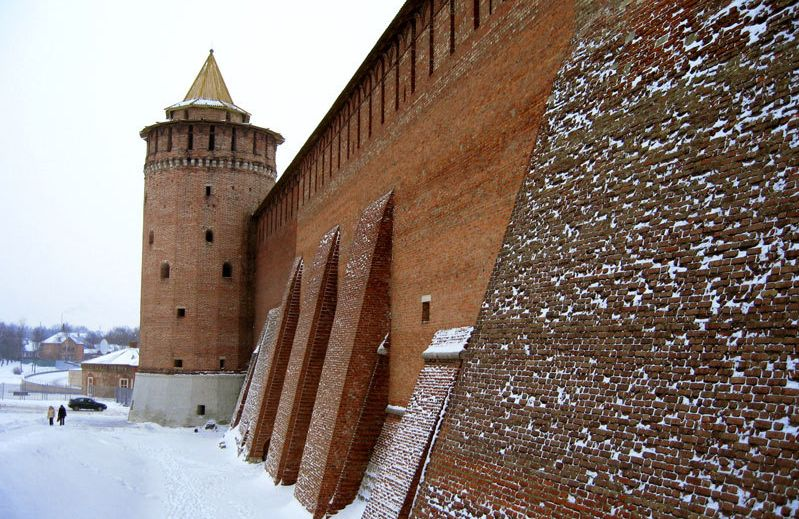
クレムリンのマリンキナ塔
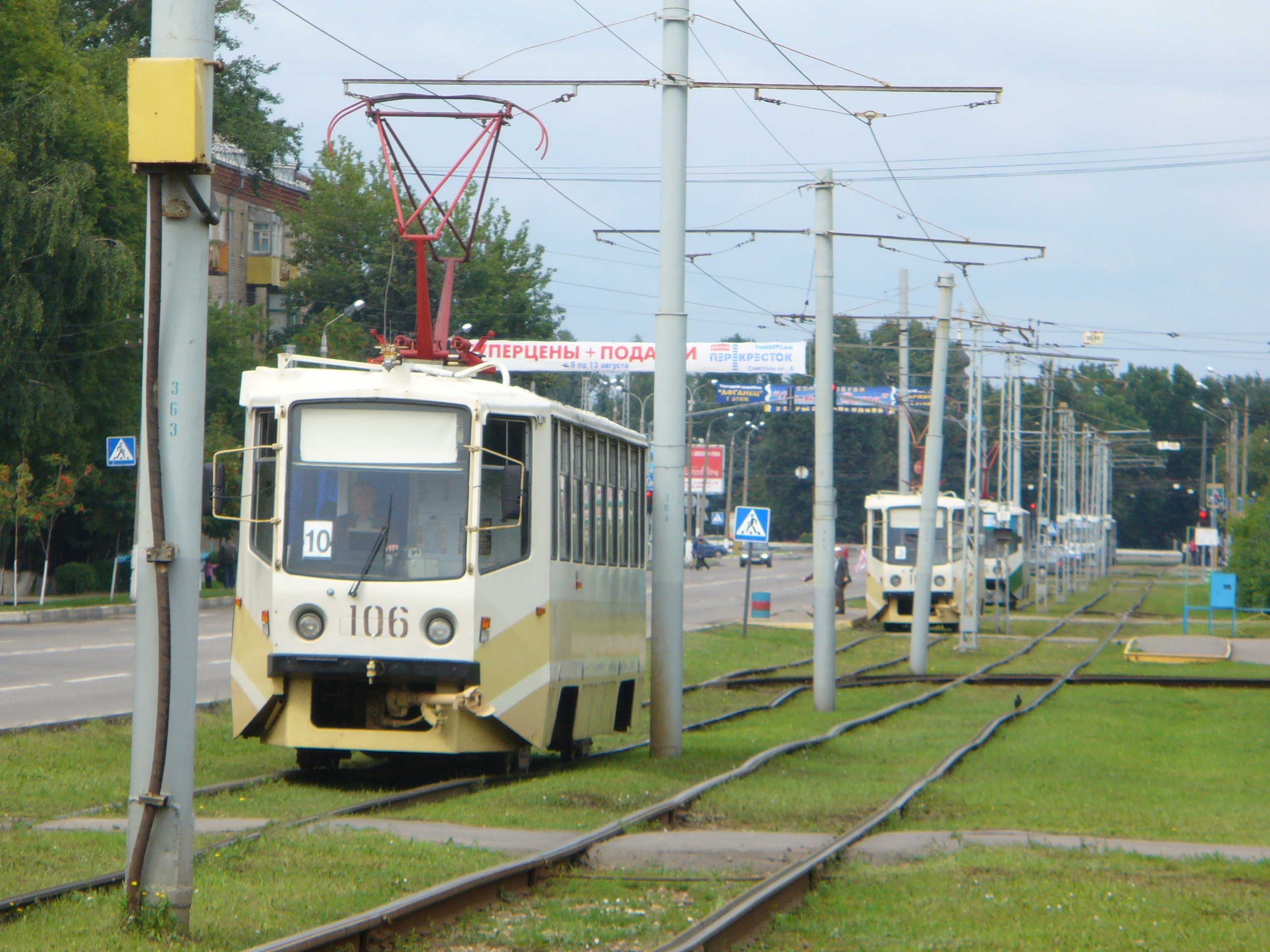
コロムナの路面電車網
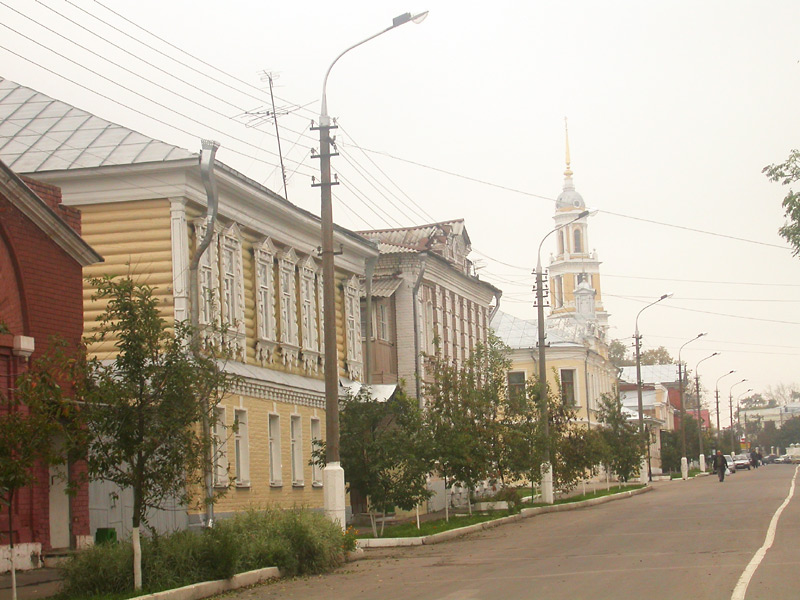
コロムナ中心部の歴史博物館